# Libelloides longicornis
Libelloides longicornis — вид насекомых из семейства аскалафов отряда сетчатокрылых.

## Описание
Длина переднего крыла 20—23 мм, заднего крыла 19—21 мм. Размах крыльев 38—58 мм. Передние крылья вытянутые и у́же задних. Длина брюшка 18-22 мм. Усики незначительно короче длины крыла. Крылья окрашены в основании на переднем крыле и в двух третях на заднем крыле в желтый и бурый блестящие цвета. Отличительной особенностью рисунка на крыльях является ступенчатое пятно бурого цвета, занимающее собой основание заднего крыла и охватывающее часть анального поля, а также наличие бурого цвета полоски в базальной части переднего крыла. Вершины обоих пар крыльев прозрачные, без пятен. Тело покрыто длинными волосками. Грудь и брюшко чёрные.

## Ареал
Центральная Европа от Пиренеев до Балкан, Франция, Италия, Чехия, Венгрия. Населяют хорошо освещённые и прогреваемые солнцем стации.

## Биология
Время лёта с июня по август. Дневные хищники, охотятся в полёте. Самка откладывает яйца рядами на стебли травянистых растений. Личинки похожи на личинок муравьиных львов, но шире их и более плоские, живут на земле, под камнями, охотятся на различных насекомых. Пищеварение у личинок, как и всех сетчатокрылых, наружное. Пищеварительный секрет впрыскивается в тело жертвы по каналу, образованному желобком мандибул и прилегающей к нему внутренней жевательной лопастью нижних челюстей. По этому же каналу всасывается разжиженное пищеварительными соками внутреннее содержимое жертвы. Личинка, высосав насекомое, пустую шкурку нацепляет на себя. Развитие личинок занимает два года.